# Memmio di Châlons
Memmio (fl. IV secolo) è stato protovescovo della diocesi di Châlons, venerato come santo dalla Chiesa cattolica.

## Dati storici
Memmio è considerato il primo vescovo e il fondatore della diocesi di Châlons, come appare in un catalogo episcopale medievale. Di lui parla Gregorio di Tours, che visitò la sua tomba e che da lui ottenne la guarigione miracolosa di un suo servo. Non esistono dati storici certi sull'epoca del suo episcopato, databile al IV secolo dopo l'editto di Milano (313).
Nel medioevo fu scritta una vita del santo, dal carattere fiabesco e senza alcun valore storico, secondo la quale Memmio sarebbe stato mandato da san Pietro, assieme ai discepoli Donaziano e Domiziano, ad evangelizzare il territorio di Châlons, operando molte conversioni.

## Culto
Il culto a san Memmio era già attestato all'epoca di Gregorio di Tours. La sua tomba non si trovava a Châlons, ma in un villaggio nei pressi della città episcopale, oggi chiamato in suo onore Saint-Memmie. Sulla sua tomba sorse una chiesa e poi, nel XII secolo, un monastero, che durò fino alla rivoluzione francese.
Il nome di san Memmio si trova già nell'antico martirologio geronimiano. Da qui passò nei martirologi altomedievali di Adone e di Usuardo. Cesare Baronio inserì il suo nome nel Martirologio Romano, che ne fa memoria il 5 agosto con queste parole: